# Блекер, Кор
Корнелис Якобюс (Кор) Блекер (нидерл. Cornelis Jacobus "Cor" Bleeker; 22 октября 1917, Амстердам — 6 декабря 1983, Эйтхорн) — нидерландский футболист, игравший на позиции крайнего нападающего, выступал за амстердамские команды «Спартан» и «Аякс».

## Клубная карьера
С апреля 1935 года Кор выступал за футбольный клуб «Спартан», играл на позиции нападающего. В начале сезона 1935/36 был заявлен за второй состав «Спартана». В декабре 1938 года запросил перевод из «Спартана» в «Аякс». На тот момент он проживал в западной части Амстердама по адресу ван Хогендорпстрат 159.
В новой команде дебютировал 13 августа 1939 года в матче против «Зебюргии», который проходил в рамках предсезонного турнира Кубок Франкендала. Во втором тайме Блекер забил гол, сравняв счёт, а уже в дополнительное время гол Яна Стама принёс «Аяксу» победу и выходу в полуфинал турнира. В сентябре был заявлен за третью команду «Аякса». В июле 1940 года отметился голом в чемпионате Амстердама в матче с ДВВ.
В чемпионате Нидерландов дебютировал 7 февраля 1943 года в матче с роттердамским РФК — встреча на домашнем стадионе «Де Мер» завершилась вничью со счётом 2:2.

## Личная жизнь
Кор родился в октябре 1917 года в Амстердаме. Отец — Якобюс Йоханнес Блекер, мать — Маргарета Йоханна Хендрика ван Лек. Оба родителя были родом из Амстердама, они поженились в сентябре 1915 года в Амстердаме — на момент женитьбы отец был рабочим. В их семье воспитывалось ещё четверо детей: два сына и две дочери.
Был женат дважды. В первый раз женился в возрасте двадцати четырёх лет — его супругой стала 24-летняя Алида Корнелия Вингерхуд, уроженка Амстердама. Их брак был зарегистрирован 30 июля 1942 года в Амстердаме. В мае 1954 года супруги развелись, а уже в июле Блекер женился на 35-летней Балдаувине Адриане Гертрюде (Балли) ван дер Пюттен. В феврале 1959 года переехал в Венесуэлу, в город Каракас.
Умер 6 декабря 1983 года в Эйтхорне в возрасте 66 лет. Церемония кремации состоялась в крематории Вестгарде.